# Limpeza de almas
A limpeza de almas era um método de tortura empregado pela Inquisição espanhola, consistindo em fazer a vítima beber algo fervente ou extremamente quente, seja água, ferro derretido, brasas ou até sabão, considerando a crença de que a alma das bruxas era uma alma corrompida e, portanto, seria limpa.